# Martin Schumacher (Maler)
Martin Schumacher (* 12. Dezember 1971 in Kleve; † 31. Mai 1989 in Yulara, Australien) war ein deutscher Maler und Grafiker.
Schumacher wuchs in seinem Elternhaus gemeinsam mit drei älteren Brüdern auf und besuchte ab 1982 das Internatsgymnasium Collegium Augustinianum Gaesdonck. Dort wurde Franz Joseph van der Grinten sein Lehrer, der es verstand, die künstlerische Begabung seines Schülers zu wecken. Innerhalb der wenigen Jahre, die ihm verblieben, schuf der Künstler ein ebenso umfangreiches wie beeindruckendes Werk, das sowohl große Ölgemälde als auch Linolschnitte und kleine Zeichnungen umfasst. Schumacher wurde als Austauschschüler in Australien bei einem Autounfall getötet.

## Ausstellungen
- Kranenburg, Museum Katharinenhof 1990
- Siegburg, Stadtmuseum 1991